# Несис, Кир Назимович
Кир Назимович Несис (9 января 1934, Москва — 8 января 2003, там же) — советский и российский зоолог, малаколог, гидробиолог, доктор биологических наук, главный научный сотрудник Института океанологии им П. П. Ширшова РАН, специалист по головоногим моллюскам. Вице-президент Малакологического общества при РАН, член редколлегии журнала «Природа».

## Биография

### Семья и ранние годы
Родился 9 января 1934 года. Его мать Софья Иосифовна Розова, учившаяся в Венском и Пражском университетах, познакомилась с будущим супругом, архитектором Назимом (Люсей) Зиновьевичем Несисом в Праге. Они увлеклись идеями Коминтерна, вступили в Компартию Чехословакии, дружили с Клементом Готвальдом, Юлиусом Фучиком и его супругой Густой Фучиковой. В 1929 году приехали в Москву, отец возглавлял 1-ю архитектурно-планировочную мастерскую НККХ СССР, руководил реконструкцией курорта Сочи-Мацеста, проектировал здания, в том числе дачи Сталина в Сочи и Ялте. Родители были репрессированы в 1938 году, отец — как уроженец Бессарабии — был обвинён в шпионаже в пользу Румынии и расстрелян. В 1941 году семья (бабушка, мать и малолетний Кир) эвакуировалась в Первоуральск, где Кир пошёл в первый класс.

### Научная карьера
- 1956 год — окончание учёбы в Московском техническом институте рыбной промышленности и хозяйства (Мосрыбвтуз).
- 1963 год — защита в ЗИН АН СССР кандидатской диссертации на тему «Донная фауна рыбопромысловых районов Северной Атлантики и Приатлантической Арктики как показатель продуктивности и режима вод»
- 1986 год — защита докторской диссертации на тему «Океанические головоногие моллюски: распространение, экология, эволюция»
- С 1967 г. до конца жизни работал в Институте океанологии им П. П. Ширшова РАН

## Научная деятельность

### Работа в редакциях
Несис был главным редактором научного журнала «Rutenica: Russian Malacological Journal» и членом редколлегий нескольких научных журналов: «Океанология», «Биология моря», «Природа» и «Russian Journal of Aquatic Ecology».

### Общества
Вице-президент Малакологического общества при РАН, член пленума Ихтиологической комиссии (Москва) и член ряда научных советов РАН. В 1988—1994 годах был выборным членом Международного консультативного совета по головоногим моллюскам (англ. Cephalopod International Advisory Council, CIAC).

### Труды
Автор более 300 научных и научно-популярных публикаций. Он был мастером популяризации, его статьи издавались в научно-популярных журналах «Природа» (с 1957 года), «Наука и жизнь», «Химия и жизнь», «Знание — сила», «В мире животных». Его статья «Сколько можно сидеть на яйцах?» стала в 1998 году победителем Конкурса научно-популярных статей 1998 года Российского фонда фундаментальных исследований.
- Зуев Г. В., Несис К. Н. Кальмары (биология и промысел). М., 1971.
- Несис К. Н. Краткий определитель головоногих моллюсков Мирового океана. — М.: Легкая и пищевая промышленность, 1982.
- Несис К. Н. Океанические головоногие моллюски: Распространение, жизненные формы, эволюция. — М.: Наука, 1985. — 287 с.
- Nesis K.N. Cephalopods of the World. — Neptune City, N. J. : TFH Publ., 1987. — 351 p.

- Несис, К. Н. 1990. «Эволюционный прогресс» (Что могут рассказать о нём головоногие моллюски и некоторые другие животные). Москва, Издательство «Знание», 1990. — 64 с. — (Новое в жизни, науке, технике. Сер. «Биология»; № 5).
- Несис, К. Н. 2005. «Головоногие: умные и стремительные : истории из частной и семейной жизни кальмаров, каракатиц, осьминогов, а также наутилуса помпилиуса» / К. Н. Несис. — Москва : Октопус, 2005. Киров : ОАО Дом печати — Вятка. — 204 с. — ISBN 5-94887-020-0

- «Гигантские кальмары» (1974. № 6);
- «Наутилус в аквариуме» (1978. № 7);
- «Гигантский кальмар в Охотском море» (1984. № 10);
- «Жестокая любовь кальмаров» (1997. № 10);
- «Правая и левая любовь улиток» (2000. № 7);
- «Сменить пол к новолунию!» (2000. № 8);
- «Удрать от опасности на попутном моллюске» (2002. № 1);
- «Морская улитка в роли растения» (2002. № 2);
- «Осьминог, подражающий всем» (2002. № 4);
- «Жемчужины Дальнего Востока» (2002. № 7);
- «Трилобиты изобрели „бактериальный огород“?» (2002. № 11);
- «Подкрасться, переодевшись женщиной» (2002. № 12).

### Описанные таксоны
Описал 29 новых таксонов головоногих моллюсков включая роды Walvisteuthis Nesis & Nikitina, 1986, Nototeuthis Nesis & Nikitina, 1986, Notonykia Nesis, Roeleveld & Nikitina, 1998 и Asperoteuthis Nesis, 1980. В честь К. Н. Несиса названы 12 видов морских животных.

## Семья
Дочь — Анна Кировна Несис, главный библиотекарь Российской Государственной библиотеки, специалист по печатным и рукописным материалам на еврейских языках, автор монографии «История еврейского книгопечатания на территории Российской Империи (конец XVIII — начало XX вв.)».